# Caridina babaultioides
Caridina babaultioides е вид десетоного от семейство Atyidae. Видът не е застрашен от изчезване.

## Разпространение и местообитание
Разпространен е в Китай (Гуейджоу, Съчуан, Хубей, Хунан и Юннан).
Обитава сладководни басейни и потоци.